# George Bizos

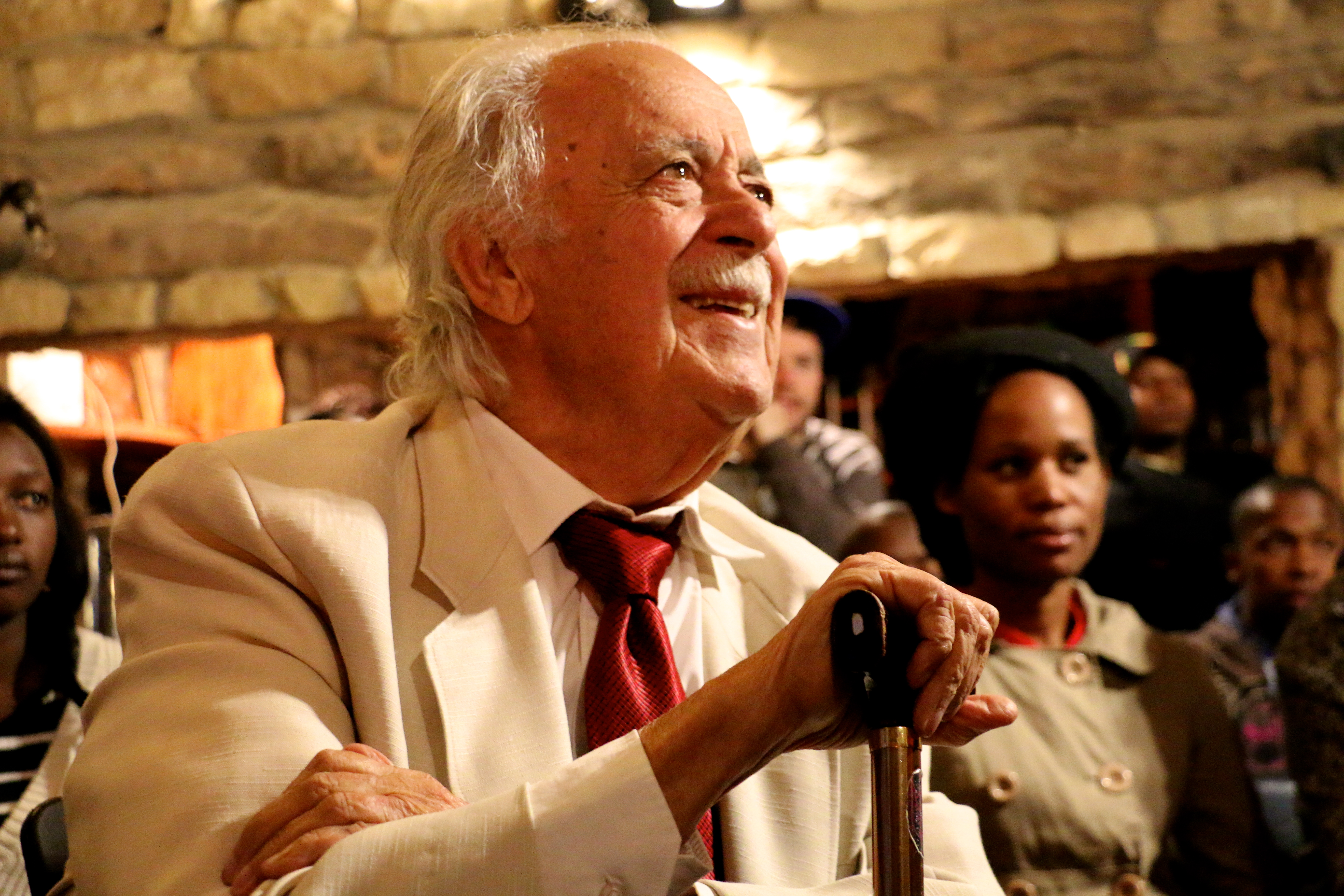
George Bizos (2014)

George Bizos (* 15. November 1927 in Vasilitsi, Griechenland; geboren als Giorgos Bizos; † 9. September 2020 in Johannesburg) war ein südafrikanischer Menschenrechtsanwalt, der unter anderem im Rivonia-Prozess 1963 bis 1964 Nelson Mandela verteidigte.

## Leben

### Von Griechenland nach Südafrika
Bizos’ Vater war Antonios Bizos, Bürgermeister von Vasilitsi auf der Peloponnes-Halbinsel. 1941 halfen George Bizos und sein Vater sieben neuseeländischen Soldaten, in einem kleinen Boot vor den deutschen Besatzungstruppen nach Kreta zu flüchten. Sie gerieten in Seenot und wurden von dem britischen Zerstörer Kimberley gerettet, der auf dem Weg zur Schlacht um Kreta war. Nach der Schlacht wurde Bizos im britisch besetzten, ägyptischen Alexandria abgesetzt.
Als Flüchtling wurde er mit seinem Vater im August 1941 nach Südafrika geschickt und landete in Durban. Dabei gab sein Vater das Geburtsdatum seines Sohnes irrtümlich mit 14. November 1928 an – dieses Datum wurde auch von Bizos selbst lange als Geburtsdatum angesehen. Zu George Bizos’ ersten Eindrücken gehörte die Beobachtung von Rikscha-Fahrern, die von ihren weißen Kunden unwürdig behandelt wurden. Von Durban fuhr er mit dem Zug nach Johannesburg. Er wurde in die dortige griechische Gemeinschaft aufgenommen. Die Sunday Times veröffentlichte 1941 einen Artikel über sein Schicksal. Seine Mutter und Geschwister folgten später nach Südafrika. Anfangs sprach Bizos weder Englisch noch Afrikaans und arbeitete in einem griechischen Café, bis ihn die Lehrerin Cecilia Feinstein aufgrund des Zeitungsartikels wiedererkannte und ihm eine Schulbildung ermöglichte. 1948 wurde er in die Witwatersrand-Universität aufgenommen, wo er Rechtswissenschaften studierte. Bizos belegte dort Kurse zusammen mit Nelson Mandela und weiteren Anti-Apartheid-Kämpfern, mit denen sich Bizos anfreundete. 1950 erwarb er den Bachelor of Arts, 1953 den Bachelor of Law.

### Aktivitäten im Apartheid-System
Bizos wurde 1954 in die Anwaltskammer aufgenommen. Bereits kurz danach verteidigte er bekannte Apartheid-Gegner, unter anderem Trevor Huddleston. Er gehörte von 1956 bis 1961 zu den Verteidigern im Treason Trial. 1963 bis 1964 trat er – neben Bram Fischer, Harry Schwarz, Joel Joffe und Arthur Chaskalson und Vernon Berrangé – als Verteidiger im Rivonia-Prozess auf, in dem Nelson Mandela, Walter Sisulu und andere Anti-Apartheid-Kämpfer unter anderem wegen Sabotage angeklagt waren. Sie wurden zu lebenslanger Haft verurteilt; auch die Verhängung der Todesstrafe wäre möglich gewesen. Bizos beriet Mandela bei der Abfassung seiner Abschlussrede I am prepared to die, … die Mandelas letzte öffentliche Rede bis zu seiner Freilassung 1990 war. Er ergänzte die Schlusszeile der Rede, in der Mandela seine Bereitschaft, für seine Ideale zu sterben äußerte, um den Zusatz But if needs be – „Wenn es sein muss“, und erreichte somit eine Abmilderung der Aussage. Später vertrat er Mandelas damalige Frau Winnie Madikizela-Mandela in vielen Rechtsstreitigkeiten gegen die Behörden. Er verteidigte auch Bram Fischer, als dieser wegen Verschwörung, Sabotage und Verstoßes gegen den Suppression of Communism Act angeklagt war. Wegen seines Engagements gegen die Apartheid wurde Bizos in dieser Zeit die südafrikanische Staatsbürgerschaft verweigert.
Bizos war während der Zeit der Apartheid Anwalt bei zahlreichen Verfahren, bei denen es um ungeklärte Todesfälle in der Haft ging. Von 1985 bis 1989 verteidigte er Mosiuoa Lekota und Popo Molefe im Landesverratsprozess Delmas Treason Trial. Bis 1990 arbeitete er als Strafverteidiger. Von diesem Zeitpunkt an war Bizos einige Jahre als leitender Jurist in der Abteilung für Verfassungsrechtsstreitigkeiten beim Johannesburger Legal Resources Centre tätig.

### Wirken als Jurist nach dem Ende der Apartheid
Bizos war Mitglied des National Council of Lawyers for Human Rights („Nationalrat der Menschenrechtsanwälte“), zu dessen Mitbegründern er 1979 zählte. Er war Mitbegründer des Legal Resources Centre in Johannesburg. Von 1985 bis 1993 war er Richter am Court of Appeal („Berufungsgericht“) in Botswana. 1990 wurde Bizos Mitglied des Legal and Constitutional Committee („Komitee für Rechts- und Verfassungsfragen“) des African National Congress (ANC). Bei der Convention for a Democratic South Africa (CODESA), bei der die Abkehr vom Apartheid-System mit der Regierung De Klerk ausgehandelt wurde, fungierte er im selben Jahr als Berater der Verhandlungsparteien und wirkte an der Erstellung der südafrikanischen Übergangsverfassung mit. Er verfasste zahlreiche Gesetzentwürfe, insbesondere die Truth and Reconciliation Bill, die zur Einrichtung der Wahrheits- und Versöhnungskommission (TRC) 1996 führte. Von ihm stammen auch Änderungen am Criminal Procedures Act (etwa: „Strafprozessordnung“), die allen Angeklagten fundamentale Menschenrechte garantieren sollen.
In den Anhörungen der TRC hatte er die Leitung der Gruppe, die die Familien prominenter Apartheidopfer vertrat, darunter die Angehörigen von Steve Biko, Chris Hani, Ruth First und der Cradock Four. Das Ziel, Amnestien für die Verantwortlichen zu verhindern, wurde in den meisten Fällen erreicht.
George Bizos wurde 1994 vom damaligen Präsidenten Mandela als Mitglied der Judicial Services Commission berufen, die Kandidaten für Richterämter benennen und Vorschläge zur Abschaffung der Gesetze aus der Zeit der Apartheid machen sollte. Bizos erreichte, dass die Todesstrafe als verfassungswidrig abgeschafft wurde. Er arbeitete auch als Berater der Nationalversammlung bei der Zertifizierung der Verfassung durch das südafrikanische Verfassungsgericht. 2004 vertrat er den simbabwischen Oppositionsführer Morgan Tsvangirai, der beschuldigt wurde, vor den Präsidentenwahlen 2002 einen Mordanschlag gegen Präsident Robert Mugabe geplant zu haben. Tsvangirai wurde freigesprochen.
2005 war Bizos Nelson Mandelas Anwalt in einem Rechtsstreit mit dessen früheren Anwalt Ismail Ayob. Bizos vertrat vor der Farlam Commission für das Legal Resources Centre und die Benchmark Foundation die Familien der Opfer des „Massakers von Marikana“, das am 16. August 2012 stattfand und 34 Opfer forderte. 2013 gab es einen Rechtsstreit zwischen zwei Töchtern Nelson Mandelas sowie Bizos, dem ehemaligen ANC-Minister Tokyo Sexwale und dem Juristen Bally Chuene. Den Männern wurde vorgeworfen, unerlaubt als Verwalter des 1,3 Millionen Euro umfassenden Fonds Mandelas zu amtieren, während diese angaben, von Mandela eingesetzt worden zu sein.
Noch in seinen letzten Lebensjahren unterhielt George Bizos ein Büro im Johannesburger Stadtteil Marshalltown. Zudem nahm er bereitwillig an verschiedenen öffentlichen Veranstaltungen in seiner Stadt teil, wo seine Erinnerungen über den Weg Südafrikas zur Demokratie gefragt waren.
Bizos war ab 1954 mit Arethe „Rita“ Bizos, geborene Daflos, verheiratet und hatte drei Söhne.
Er starb am 9. September 2020 im Alter von 92 Jahren in Johannesburg.

## Sonstiges
1973 eröffnete Bizos die hellenistisch und griechisch-orthodox orientierte Schule Saheti School (South African Hellenic Educational and Technical Institute) im Stadtteil Bedfordview von Johannesburg, die auch während der Apartheid von Schülern aller demografischer Gruppen besucht wurde, darunter den Kindern von Chris Hani. Nach dem Tod seiner Frau stiftete er 2017 die Arethe Daflos-Bizos Scholarships.

## Ehrungen
- 1999: Medaille für Meritorious Service Class II, von der südafrikanischen Regierung
- 1999: Ehrendoktorwürde der University of the Witwatersrand
- 2001: International Trial Lawyer Prize of the Year, von der International Academy of Trial Lawyers
- 2004: Bernard Simons Memorial Award, von der International Bar Association
- 2004: Ehrendoktorwürde der Universität der Nelson-Mandela-Metropole
- 2008: Ehrendoktorwürde der Universität Kapstadt
- 2011: Ehrendoktorwürde der Rhodes-Universität
- 2011: Ehrendoktorwürde der Universität Pretoria
- 2016: Freedom of the City von London
- Kommandeur des Phönix-Ordens, von der griechischen Regierung

### Postume Würdigung
Der südafrikanische Präsident würdigte am Todestag Bizos’ dessen Leistungen für ein demokratisches Südafrika:

“He had an incisive legal mind. He was one of the architects of our constitution.”

„Er hatte einen scharfen juristischen Verstand. Er war einer der Architekten unserer Verfassung.“

John Dugard, selbst langjähriger apartheidskritischer Hochschullehrer und Dekan der juristischen Fakultät an der Witwatersrand-Universität über George Bizos:

“No lawyer did more to oppose the injustices of apartheid in South Africa than George Bizos. He was unique among lawyers in providing not only legal advice but also moral support to those he defended. His empathy for the suffering of those who opposed apartheid was legendary.”

„Kein Anwalt tat mehr gegen die Ungerechtigkeiten der Apartheid in Südafrika als George Bizos. Er war einzigartig unter den Anwälten, da er nicht nur juristischen Rat, sondern auch moralische Unterstützung für diejenigen bot, die er verteidigte. Sein Einfühlungsvermögen für das Leid derer, die sich gegen die Apartheid wandten, war legendär.“

## Werke
- 1998: No One to Blame – In Pursuit of Justice in South Africa. New Africa Books, Cape Town, ISBN 0-86486-319-5.
- 2009: Odyssey to Freedom. Autobiografie. Random House Struik, Cape Town. ISBN 978-0-9584195-8-1.
- 2017: 65 years of friendship. Penguin Random House South Africa, Cape Town 2017, ISBN 978-1-4152-0886-1.